# Álvaro Delgado Ceretta
Álvaro Luis Delgado Ceretta (Montevideo, 11 de marzo de 1969) es un veterinario y político uruguayo, perteneciente al Partido Nacional. Es el actual presidente del directorio del Partido Nacional.
Previamente ejerció como representante nacional, entre 2005 y 2015, y como senador entre 2015 y 2020. Durante el gobierno de Luis Lacalle Pou, fue entre el 1 de marzo de 2020 y el 21 de diciembre de 2023 su secretario de Presidencia. Renunció a su cargo para dedicarse a la campaña electoral, siendo el candidato a la presidencia de la República por el Partido Nacional para las elecciones generales de 2024, perdiendo el balotaje contra el candidato frenteamplista Yamandú Orsi. El 28 de junio de 2025 fue electo como presidente del directorio del Partido Nacional. Posteriormente, el 21 de julio, renunció a su banca en el Senado en la L Legislatura para dedicarse solo a su rol como presidente del directorio del PN.

## Biografía

### Primeros años
Nació en Montevideo, como el hijo mayor de la química farmacéutica Celeste Ceretta, descendiente de italianos que se instalaron en el Paysandú a finales del siglo XIX, y del contador Omar Delgado, descendiente de españoles de las Islas Canarias. Tiene una hermana menor, Adriana Delgado.
Criado en el barrio de Prado y Pocitos, cursó sus estudios primarios y secundarios en el Colegio del Sagrado Corazón del Reducto, y el bachillerato en el Instituto Preuniversitario Salesiano Juan XXIII. En 1987 comenzó a estudiar en Facultad de Veterinaria de la Universidad de la República, graduándose en 1995 con el título de Doctor en Medicina y Tecnología Veterinaria. Mientras cursaba sus estudios terciarios, formó parte de la Corriente Gremial Universitaria (CGU), llegando a integrar el claustro y el consejo de su facultad. Realizó un diplomatura en Gerencia Agroindustrial por la Universidad ORT Uruguay (1997).

### Vida personal
Antes de ingresar a la política trabajó como productor rural y asesor veterinario en establecimientos agropecuarios. En 1997 contrajo matrimonio con Leticia Lateulade a quien conoció en 1991 mientras cursaba sus estudios universitarios. Juntos tienen tres hijos: Agustina, Felipe y Pilar.

## Ámbito político

### Inicios
Delgado comenzó a militar en el Partido Nacional en el departamento de Paysandú, de donde es oriunda su familia materna. Allí se ganó la confianza de Juan Carlos Raffo, para quien sirvió como secretario durante su campaña a la Cámara de Senadores en 1989, así como durante su actuación legislativa. En 1994, Delgado fue designado secretario de la bancada nacionalista, y en 1999, a la edad de 29 años fue nombrado Inspector General del Trabajo, puesto que desempeñó hasta diciembre de 2004.

### Ámbito legislativo
En las elecciones generales de 2004 integró la lista de la Correntada Wilsonista a la Cámara de Representantes, resultando electo Representante Nacional para la XLVI Legislatura (2005-2010) por el Departamento de Montevideo. En 2008 se declaró independiente dentro del partido, y en junio de ese año apoyó la posible precandidatura presidencial del entonces intendente de Durazno, Carmelo Vidalín, quien finalmente declinó participar de las elecciones internas. Delgado se adhirió al sector Aire Fresco, creado y liderado por Luis Lacalle Pou, que se extendería al departamento de Montevideo con la lista 404, con la cual Delgado fue reelecto diputado para la XLVII Legislatura en las elecciones generales de 2009.
En las elecciones generales de 2014 resultó electo Senador de la República para la XLVIII Legislatura (2015-2020). Durante su mandato presentó al Parlamento denuncias sobre irregularidades en la gestión de la Administración Nacional de Combustibles, Alcohol y Portland (ANCAP) entre 2005 y 2015 durante los gobiernos del Frente Amplio, lo cual derivó en la creación de una comisión investigadora. En abril de 2016, Delgado junto a otros senadores de la oposición presentó una denuncia penal en los juzgados de crimen organizado sobre la situación financiera y la gestión de la compañía estatal, sobre la base de la investigación parlamentaria.
Delgado fue el segundo candidato a la Cámara de Senadores de la lista de Aire Fresco, que resultó ser la más votada dentro del Partido Nacional en las elecciones generales de 2019; siendo reelecto Senador de la República para la XLIX Legislatura. El 15 de febrero de 2020, Delgado asumió su escaño senatorial, pero renunció el 1 de marzo para tomar posición del cargo como Secretario de Presidencia, siendo reemplazado por su primer suplente, Amin Niffouri.

### Secretario de la Presidencia

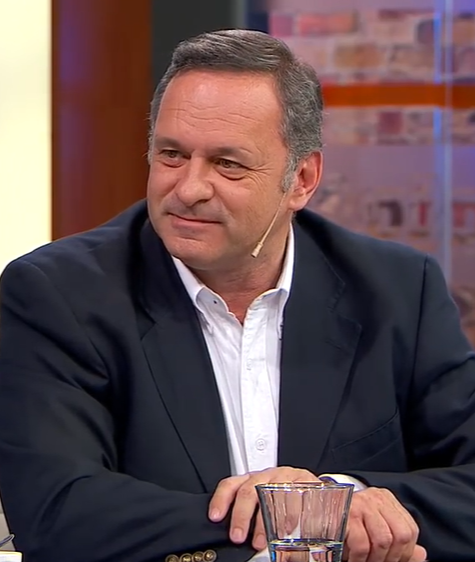
Álvaro Delgado en 2019

En diciembre de 2019, después de su victoria en las elecciones generales de ese año, el entonces presidente electo Luis Lacalle Pou lo nombró Secretario de la Presidencia para su administración. Delgado asumió el cargo el 1 de marzo de 2020, al suceder a Miguel Toma, que ocupaba el cargo desde 2015 durante el gobierno de Tabaré Vázquez.
La administración Lacalle Pou dotó al rol de un carácter mayormente político, en contraste con el carácter ejecutivo que tenía desde su creación por la Constitución de 1967. Durante la pandemia de COVID-19, Delgado sirvió como vocero del gobierno, realizando continuas apariciones en rueda de prensa para anunciar las medidas sanitarias, lo cual aumentó su exposición. Renunció el 21 de diciembre de 2023 para dedicarse a la campaña por su precandidatura presidencial.

### Candidatura presidencial

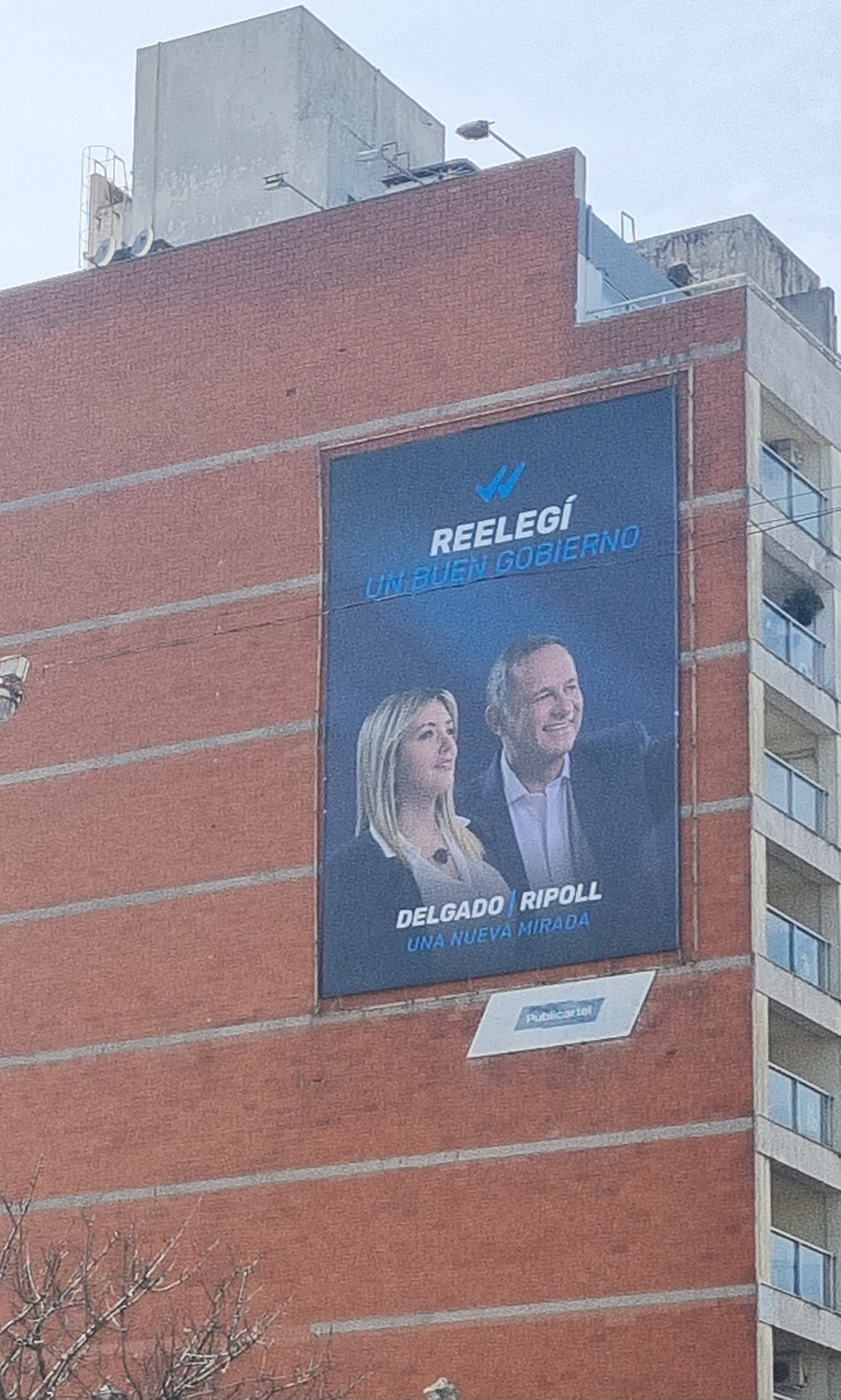
Cartel a favor de la fórmula del Partido Nacional en 2024: Álvaro Delgado - Valeria Ripoll.

A partir de 2022, la figura de Delgado comenzó a ser impulsada por varios políticos y sectores del Partido Nacional, como posible precandidato de cara a las elecciones internas de 2024. El propio Delgado anunció que en caso de renunciar a su cargo para candidatearse, no volvería a su escaño en la Cámara de Senadores. Finalmente el 18 de noviembre de 2023 anunció oficialmente su postulación a la Presidencia de la República por el sector Aire Fresco.
El 8 de diciembre recibió oficialmente el apoyo de los sectores Futuro Nacional, liderado por Beatriz Argimón y D Centro. El 21 de diciembre de 2023, Delgado renunció al cargo de Secretario de la Presidencia para dedicarse a la campaña electoral. Se considera que la figura de Delgado le dará continuidad a la gestión de Lacalle a nivel gubernamental.
El 5 de febrero de 2024 Álvaro Delgado presentó a "Uruguay para Adelante", el sector paraguas que cubre a todos los grupos que apoyan su precandidatura. Al día siguiente, propuso que los precandidatos de todas las colectividades políticas firmen una nota pidiendo la habilitación de María Corina Machado, líder opositora al régimen de Nicolás Maduro en Venezuela que fue inhabilitada por el régimen chavista de participar en las elecciones en Venezuela de 2024. El 16 de marzo de 2024 realizó el lanzamiento oficial de su campaña para la elecciones internas, en el Palacio Contador Gastón Guelfi de Montevideo.
El 30 de junio de 2024 se impuso elecciones internas del Partido Nacional con un 74,4 % de los votos, superando a los también precandidatos Laura Raffo, Jorge Gandini, Carlos Iafigliola y Roxana Corbran, y siendo proclamado como candidato del partido para las elecciones generales de octubre. En la misma noche de los comicios anunció a Valeria Ripoll, como candidata a la vicepresidencia, conformando así la fórmula para las elecciones nacionales.

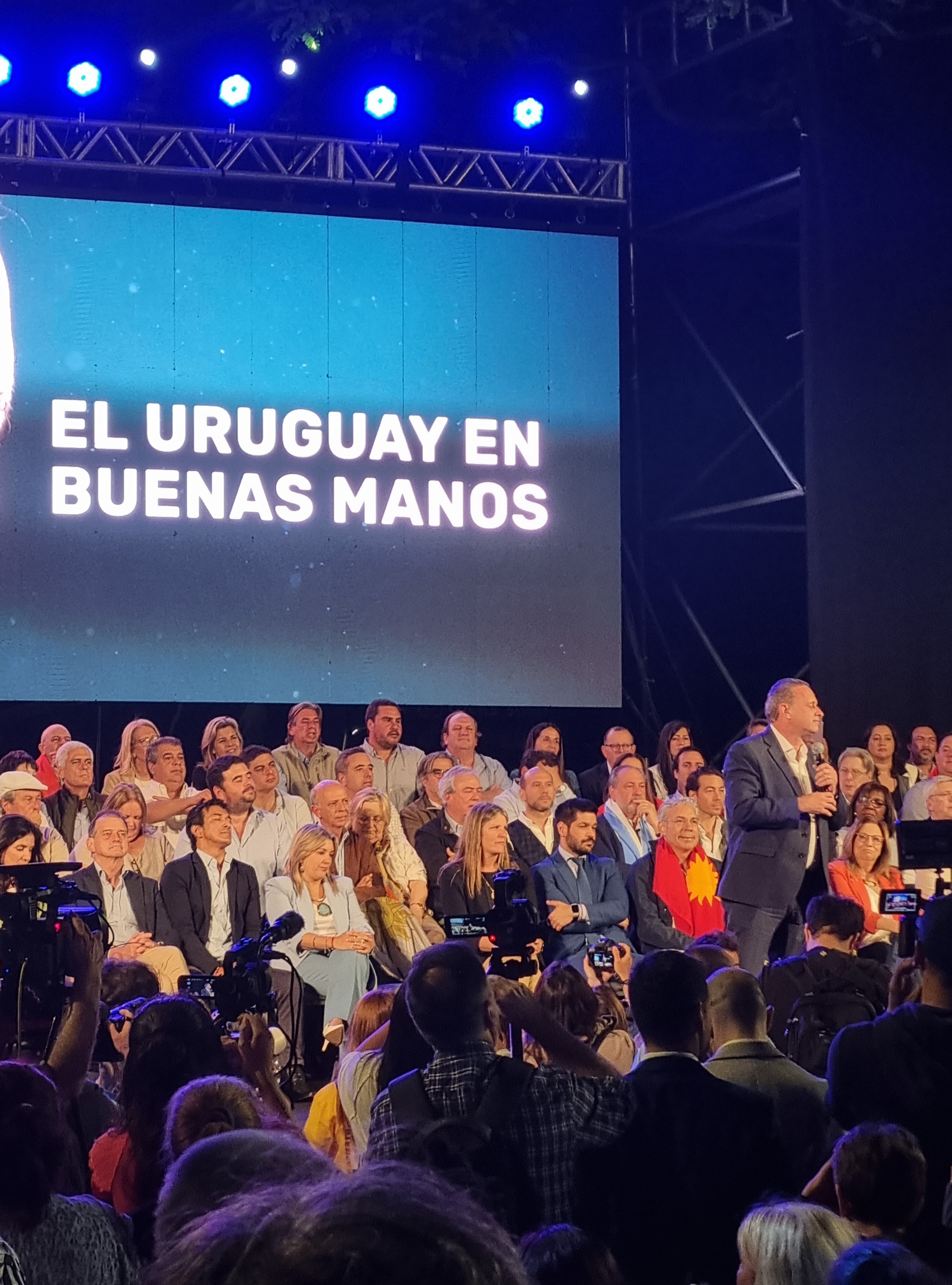
Álvaro Delgado hablando durante el acto de cierre de campaña de cara a la segunda vuelta

En el marco de la discusión sobre dos plebiscitos a ser sometidos en conjunto con las elecciones, Delgado se posicionó en contra del proyecto de reforma la seguridad social, y a favor del proyecto para habilitar los allanamientos nocturnos. El 1 agosto confirmó a Diego Labat, hasta entonces presidente del Banco Central del Uruguay, como eventual ministro de Economía y Finanzas, que pasó a conformar el equipo económico de su campaña junto a Azucena Arbeleche. A lo largo de agosto, septiembre y octubre, Delgado y Ripoll encabezaron conferencias semanales detallando las propuestas en los diferentes puntos de su programa de gobierno, junto a los respectivos equipos en cada materia.
Durante la campaña, Delgado remarcó su intención de continuar con la Coalición Republicana de cara a una segunda vuelta y un eventual gobierno, instaurando además, un órgano político coordinador de carácter permanente con los líderes de los diferentes partidos que la conforman. El 22 de octubre cerró en Las Piedras, su campaña para las elecciones generales bajo el eslogan de «asegurar la continuidad» del gobierno de coalición de Luis Lacalle Pou.
En la primera vuelta de las elecciones generales obtuvo el 26.82% de los votos, quedando en segundo lugar por detrás de Yamandú Orsi, quien obtuvo el 43.86%. Tras conocerse la proyección de los resultados, recibió el apoyo de los candidatos de la Coalición Republicana de cara a la segunda vuelta, convocada debido a que ninguna de las fórmulas presidenciales alcanzó la mayoría absoluta. En los comicios, que además de la elección presidencial, incluía la elección parlamentaria, Delgado obtuvo un escaño en la Cámara de Senadores, como candidato en la lista de Aire Fresco. El 3 de noviembre, presentó junto a Andrés Ojeda, Guido Manini Ríos, Pablo Mieres y Eduardo Lust –quienes fueran candidatos de los partidos integrantes de la Coalición Republicana–, un programa de gobierno en común llamado «Gobernar entre todos. Compromiso el País».
El 17 de noviembre, a una semana de la elección, Delgado y Orsi realizaron un debate en cadena nacional. El 20 de noviembre, junto a Ripoll e integrantes de los partidos de la Coalición Republicana, cerró su campaña en un acto realizado en el Obelisco a los Constituyentes de Montevideo; sitio emblemático de la historia del país, donde tuvo lugar el «Rio de Libertad» en 1983. Finalmente, en la segunda vuelta de balotaje obtuvo el 48% de los votos, siendo derrotado por Orsi, que obtuvo el 52%.

### Regreso al ámbito legislativo
A principios de 2025 el Directorio del Partido Nacional designó a Álvaro Delgado como negociador para los cargos de contralor en el gobierno de Yamandú Orsi. Asimismo, su figura junto a la del senador Javier García se perfiló en esa etapa con apoyos disputar la presidencia del Partido Nacional. El 15 de marzo de 2025 asumió nuevamente una banca en el Senado. El 28 de junio de 2025 fue electo como presidente del directorio del Partido Nacional. El 21 de julio renunció a su banca en el Senado para dedicarse completamente a su rol como presidente del PN, pasando la banca a José Luis Falero.